# Dimitar Kutrovsky
 Dimitar Kutrovsky  nacido el 27 de agosto de 1987 es un tenista profesional de Bulgaria, nacido en la ciudad de Sofia.

## Carrera
Su mejor ranking individual es el Nº 312 alcanzado el 27 de febrero de 2012, mientras que en dobles logró la posición 475 el 28 de febrero de 2011.
No ha logrado hasta el momento títulos de la categoría ATP ni de la ATP Challenger Tour, aunque sí ha obtenido varios títulos Futures tanto en individuales como en dobles.

### Copa Davis
Desde el año 2011 es participante del Equipo de Copa Davis de Bulgaria. Tiene en esta competición un récord total de partidos ganados/perdidos de 6/5 (5/3 en individuales y 1/2 en dobles).